# Die schwarzen Zombies von Sugar Hill
Die schwarzen Zombies von Sugar Hill (Original: Sugar Hill) ist ein US-amerikanischer Blaxploitation-Horrorfilm von American International Pictures aus dem Jahr 1974. Regie führte Paul Maslansky.
Die Inszenierung wurde erstmals im Februar 1974 veröffentlicht. Die deutsche Erstausstrahlung war am 29. Juli 2000.

## Handlung
Nach dem gewaltsamen Tod des afroamerikanischen Nachtclubbesitzers Langston ist dessen Freundin Diana „Sugar“ Hill erfüllt von Wut und Rachegelüsten. Lieutenant Valentine von der Mordkommission, zugleich Dianas Ex-Geliebter, verspricht, die Täter zu ergreifen, was der Schönheit allerdings nicht reicht. Verzweifelt bittet sie daher eine alte Voodoo-Priesterin ihr zu helfen. Mama Maitresse ruft daraufhin den mächtigsten aller Voodoo-Götter, Baron Samedi, den Herrn der Toten. Im Tausch für ihr „schwarzes Fleisch“ gewährt dieser ihr schließlich ein Heer von Untoten, um an den Gangstern Rache zu nehmen.
Fotografin Diana bestraft mit Hilfe der Zombies zumeist die weißen Mörder ihres Verlobten. Die Schurken, die allesamt einer Schlägerbande von Morgan entstammen, werden dabei bestialisch getötet. Gangsterboss Morgan, der an Langstons Nachtclub interessiert ist, wird am Ende ebenfalls getötet. Lediglich dessen Geliebte Celeste wird von Sugar verschont. Diese bietet Sugar Voodoo-Gottheit Samedi im Tausch für ihr Fleisch an, woraufhin dieser zögernd einwilligt.

## Kritiken
Das Lexikon des Internationalen Films bezeichnet die Produktion als „leichenreichen Horrorfilm auf dürftiger Drehbuchbasis und mit kruden Anschlussfehlern.“
Am 6. Juni 2014 wurde der Film im Rahmen der Tele-5-Reihe Die schlechtesten Filme aller Zeiten gezeigt.